# LoveStoned
"LoveStoned/I Think She Knows Interlude" (också kallad bara "LoveStoned") är en låt skriven och producerad av Justin Timberlake, Timbaland, och Danja. Det var den femte singeln i USA och den fjärde singeln i Europa som släpptes från Timberlakes andra soloalbum, FutureSex/LoveSounds. 
Originalversionen av låten är sju minuter och 24 sekunder lång, och radioversionen fem minuter och 30 sekunder lång. 
Singeln blev en listetta i Bulgarien, Turkiet och på listan Hot Dance Club Play i USA.

## Låtförteckning
1. "LoveStoned" (Album Version) - 7:24

### Andra versioner ochRemixer
1. "LoveStoned/I Think She Knows Interlude" (Album Version) - 7:24
2. "LoveStoned/I Think She Knows Interlude" (Radio Edit) - 5:07
3. "LoveStoned/I Think She Knows Interlude" (Instrumental) - 7:24
4. "LoveStoned/I Think She Knows" (Roselyn Della Sabin] Remix Radio Edit) - 3:30
5. "LoveStoned/I Think She Knows" (Remix) - 5:11
6. "LoveStoned/I Think She Knows" (Kaskade Remix) - 5:56
7. "LoveStoned/I Think She Knows" (Kaskade Radio Mix) 3:35
8. "LoveStoned/I Think She Knows" (Don Zee Remix)  - 4:34
9. "LoveStoned/I Think She Knows" (Matrix & Futurebound Extended Remix) - 7:22
10. "LoveStoned" (UK Radio Edit) - 3:44
11. "LoveStoned" (Tiësto's Club Life Edit) - 5:51
12. "LoveStoned" (Mysto & Pizzi Remix) - 5:25
13. "LoveStoned" (Justice Remix) - 4:45
14. "LoveStoned" (Roc Mafia Remix) - 4:54
15. "LoveStoned" (Push 24 Extended Mix) - 5:31
16. "I Think She Knows Interlude" (Single Interlude) - 2:29
17. "I Think She Knows" (Jac&Jill Reimagining)- 4:44